# Liternet
Liternet (połączenie słów literatura i Internet) – termin definiujący różnorodne zjawiska, łączące literaturę i internet. Wprowadzony został do polskiej terminologii w 2002 roku.
Zasięg semantyczny terminu liternet jest bardzo szeroki. Obejmuje z jednej strony „literaturę w sieci”, a więc taką literaturę, która pierwotnie miała formę drukowaną, a następnie zyskała cyfrową, bądź od początku była w formie cyfrowej, ale mogłaby zostać wydana drukiem (np. książki publikowane bądź udostępniane w internecie, literacki e-commerce, selfpublishing, książki elektroniczne – e-booki, archiwizacja literatury w internecie, sieciowe czasopisma literackie). Z drugiej strony w ramy liternetu zalicza się „literaturę sieci”, czyli literaturę, która zostałaby zubożona przez publikację w formie drukowanej (czyli m.in. hipertekst w literaturze, blogi). Liternet obejmuje także zjawisko przenikania tematyki internetowej do literatury tradycyjnej, strony autorskie pisarzy i poetów czy netspeak (specyficzny język używany przez internautów).
Piotr Marecki wyróżnił następujące kategorie, które, jego zdaniem, całościowo oddają strukturę liternetu: topika internetowa w literaturze tradycyjnej, sieciowe czasopisma literackie, strony autorskie, społeczności liternetowe, hipertekst, blogi, e-book, archiwizacja literatury w internecie, e-commerce, życie literackie w sieci, netspeak.
Termin został wprowadzony do szerszego obiegu na sesji literaturoznawczej, która odbyła się w Krakowie 19 kwietnia 2002 roku z inicjatywy interdyscyplinarnego pisma Ha!art. Prawdopodobnie jednak po raz pierwszy został użyty rok wcześniej (około sierpnia 2001) przez Jerzego Ablewicza w składanym przez niego wniosku o dotację na wspomnianą sesję. W grudniu 2001 pojęciem posługiwał się Piotr Marecki na warsztatach zorganizowanych przez Zespół Literacki im. A. Mickiewicza w Krakowie.